# IC 3416/2
IC 3416/2 је спирална галаксија у сазвијежђу Дјевица која се налази на листи објеката дубоког неба у Индекс каталогу.
Деклинација објекта је + 10° 47' 31" а ректасцензија 12h 29m 34,8s. Привидна величина (магнитуда) објекта IC 3416 износи 15,2 а фотографска магнитуда 16,0. IC 34162 је још познат и под ознакама MCG 2-32-91, CGCG 70-124, VCC 1200.